# Ensus
Ensus Ltd. ist ein britisches Unternehmen mit Sitz in Yarm, North Yorkshire. Es befasst sich mit der Nutzung von nachwachsenden Rohstoffen aus der Agrarwirtschaft zur Produktion von Biokraftstoffen, Dünger, Futter- und Lebensmitteln.
Seit 2009 betreibt Ensus im nordostenglischen Wilton (Teesside, Grafschaft Yorkshire) eine der derzeit größten Bioethanolraffinerien Europas (Stand 2013). Aus jährlich über einer Million Tonnen in der Region angebautem Futterweizen werden mehr als 400 Millionen Liter Ethanol im Jahr hergestellt. Dies entspricht etwa einem Drittel der für ganz Großbritannien erforderlichen Jahresmenge zur gesetzlich vorgeschriebenen Mindestbeimischung von Biokraftstoffen in Fahrzeugtreibstoffe.
Bei der Produktion fallen außerdem jährlich 350.000 Tonnen hoch eiweißhaltige Tierfuttergrundstoffe (DDGS) an, was Ensus zu einem der größten Produzenten solcher Futtermittelbestandteile in Europa macht.
Des Weiteren entstehen pro Jahr 300.000 Tonnen Kohlendioxid, die in einer benachbarten Anlage verflüssigt werden. Einer der Hauptabnehmer des Gases ist der norwegische Düngemittelkonzern Yara, der im Rahmen einer Kooperationsvereinbarung rund 60 Millionen GBP in die Errichtung der Raffinerie investiert hat. Außerdem wird es an Hersteller kohlensäurehaltiger Getränke, andere Lebensmittelproduzenten und die sonstige Industrie vertrieben.
Aus einem Kraftwerk mit Kraft-Wärme-Kopplung bezieht das Unternehmen seine benötigte Wärme und Strom.
Im Juli 2013 wurde Ensus von seinem bisherigen Eigentümer, Fonds der US-amerikanischen Private-Equity-Gesellschaft Carlyle Group, an das mehrheitlich zur Südzucker-Gruppe gehörende deutsche Unternehmen CropEnergies verkauft. Im Gegenzug wurde Carlyle durch eine Kapitalerhöhung Aktionär von CropEnergies. CropEnergies verschaffte sich damit Zugang zum britischen Markt und erhöhte seine bisherige Bioethanolproduktion um 50 Prozent auf über 1,2 Mio. Kubikmeter. CropEnergies will 50 Mio. GBP in die übernommenen Anlagen investieren.